# Antarchaea ossea
Antarchaea ossea är en fjärilsart som beskrevs av Saalmüller 1896. Antarchaea ossea ingår i släktet Antarchaea och familjen nattflyn. Inga underarter finns listade i Catalogue of Life.